# Louise Swanton Belloc

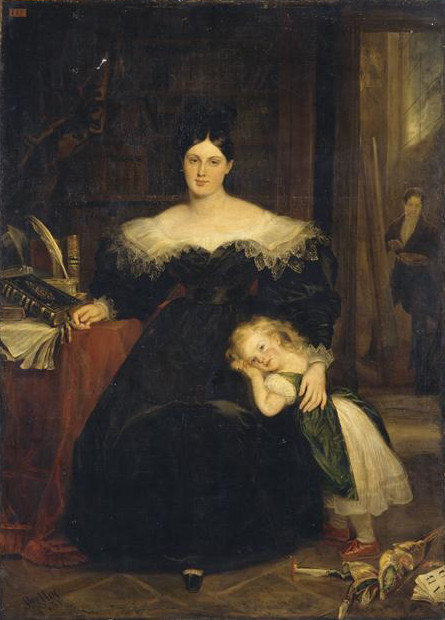
Louise Swanton Belloc, Gemälde von Jean-Hilaire Belloc, 19. Jhd.

Louise Swanton Belloc, geborene Anne-Louise Chassériau Swanton (* 1. Oktober 1796 in La Rochelle; † 6. November 1881 in La Celle-Saint-Cloud), war eine französische Schriftstellerin und Übersetzerin irischer Abstammung, die vor allem dafür bekannt war, dass sie eine Reihe bedeutender Werke der englischen Literatur ins Französische übersetzte. Sie gilt auch als starke Befürworterin der Frauenbildung und wurde in ihren zwanziger Jahren für ihre literarischen Leistungen mit einer Goldmedaille des Institut de France ausgezeichnet.

## Leben
Swanton wurde als eines von vier Kindern von James Swanton (einem irischen Offizier in französischen Diensten) und Marguérite-Louise-Joséphine Chassériau im Elternhaus ihrer Mutter geboren. Ihre Eltern sorgten dafür, dass sie als Kind eine ausgezeichnete Ausbildung erhielt, wobei sie sich besonders auf die englische Sprache und Literatur konzentrierten. Swanton begann mit siebzehn Jahren zu schreiben, und ihre erste Übersetzung, Patriarches, ou la terre de Chanaan (Patriarchal Times, or the Land of Canaan) von Adelaide O’Keeffe, wurde 1818 veröffentlicht. Kurz darauf wurde sie als Autorin für die Revue encyclopédique engagiert, ermutigt und betreut von deren Herausgeber und Gründer Marc-Antoine Jullien de Paris, der ihren „mitfühlenden Eifer für die Unglücklichen“ lobte und sie eine „junge Person mit brillanten Talenten“ nannte.
Trotz der Proteste ihres Vaters, der die Familie Bellocs für zu bürgerlich hielt, heiratete Swanton 1821 den französischen Maler Jean-Hilaire Belloc, mit dem sie zwei Töchter (Louise, 1822–1895, und Adelaide, 1828–1897) und einen Sohn (Louis, 1830–1872) hatte. Ihr Sohn heiratete später Bessie Rayner Parkes, eine prominente englische Feministin und persönliche Freundin von Swanton.
Zu Swantons großem Bekanntenkreis gehörten so prominente Persönlichkeiten wie Charles Dickens, Harriet Beecher Stowe, Victor Hugo, Émile Souvestre, Stendhal, Mary Elizabeth Mohl, Barthélemy St. Hilaire, Alphonse de Lamartine und Maria Edgeworth. Im Laufe ihres Lebens trug sie eine umfangreiche Korrespondenz zusammen, von der allerdings ein Großteil während des Deutsch-Französischen Krieges beschädigt oder zerstört wurde.
Zu ihren bedeutendsten literarischen Übersetzungen gehören Stowes Onkel Toms Hütte, Elizabeth Gaskells Cranford, vier Werke von Dickens (mit dem sie auch persönlich befreundet war), Oliver Goldsmiths Der Pfarrer von Wakefield, die Werke von Walter Scott, Thomas Moores Irish Melodies, die Memoiren von Byron und eine große Anzahl von Maria Edgeworths Werken. Sie selbst verfasste über vierzig Bücher, darunter ein Leben von Byron, das mit einer Einleitung von Stendhal veröffentlicht wurde, und, in Zusammenarbeit mit Edgeworth, eine Reihe von frühen Lesebüchern für französische Kinder.
Swanton arbeitete bei ihren Projekten häufig mit ihrer engen Freundin Adelaide De Montgolfier zusammen, der Tochter des berühmten Aeronauten Jacques Étienne Montgolfier. Kurz nach der Julirevolution von 1830 soll Swanton von der französischen Regierung beauftragt worden sein, General Lafayette bei der Einrichtung öffentlicher Bibliotheken in Frankreich zu unterstützen, doch wurde der Plan nie verwirklicht. Stattdessen schufen sie und Montgolfier eine „ausgewählte Leihbibliothek für solide und gesunde Lektüre“, die sich insbesondere an junge Frauen richtete und „die Seele entwickeln und entzünden, den Geist erleuchten und die Phantasie beleben und lenken“ sollte. Die beiden gründeten auch La Ruche, journal d’études familière, eine Monatszeitschrift, die sich der Erziehung junger Frauen widmete, und verfassten gemeinsam eine Reihe von Kinderbüchern.
Swanton starb 1881 und wurde zusammen mit Montgolfier und ihrem Sohn Louis in La Celle-Saint-Cloud begraben, wo sich das Haus der Familie Swanton-Belloc befand.

## Werke (Auswahl)
Eigene Werke
- Petit Manuel de morale élémentaire, à l’usage des enfants, contenant douze leçons et trois histoires, avec des séries de questions propres à exercer la mémoire et l’intelligence des enfants. L. Colas, Paris 1819.
- Bonaparte et les Grecs. Urb. Canel, Paris 1826.
- Bibliothèque de famille, ou Choix d’instructions familières sur la religion, la morale, les éléments des connaissances le plus utiles, l’industrie et les arts. Arth. Bertrand & L. Colas, Paris 1822 (Periodikum, 24 Ausgaben).
- Lettres écrites de Bretagne. In: Revue de Paris, Band XXVII, Nantes, Mai 1831.
- Contes aux jeunes filles: Simple Suzanne, ou la Reine de mai. Hachette, Paris 1834.
- mit Adelaide de Montgolfier: Corbeille de l’année: Première saison, mélodie du printemps, par Adelaide Montgolfier, avec recueil de mélodies notées. Paris 1835.
- mit Adelaide de Montgolfier (Herausgeberinnen): La Ruche, journal d’études. Paris 1836 (Periodikum).
- Pierre et Pierrette. Paris 1838, 1839.

Übersetzungen
- Adelaide O’Keeffe: Les Patriarches, ou la Terre de Chanaan, histoire en tableaux, tirée des saintes Écritures. 2 Bände. Chassériau et Hécart, Paris 1818.
- Maria Edgeworth: Petits Coutes moraux, à l’usage des enfants. 2 Bände. A. Eymery and L. Colas, Paris 1821.
- Thomas Moore: Les Amours des anges, et les mélodies irlandaises. 2 Bände. Chassériau, Paris 1823.
- Byron: Lord Byron. 3 Bände. A.-A. Renouard, Paris 1824–5.
- Maria Edgeworth: Petite Galerie morale de l’enfance. 4 Bände. A. Eymery, Paris 1825.
- Thomas Colley Grattan: Grandes routes et chemins de traverse, ou Contes recueillis dans les provinces françaises, par un Irlandais voyageant à pied. 4 Bände. A. -A. Renouard, Paris 1825.
- Maria Edgeworth: Les jeunes industriels, ou Découvertes, expériences, conversations et voyages de Henry et Lucie. 4 Bände. Fortic, Paris 1826.
- Maria Edgeworth: Éducation familière, ou Séries de lectures pour les enfants, depuis le premier âge jusqu’à l’adolescece. 12 Bände in 6 Teilen. Alex. Mesnier, Paris 1828–34.
- Walter Scott: La maison d’Aspen, tragédie, Keepsake français, 1830.
- Thomas Moore: Mémoires de lord Byron. 5 Bände. Alex. Mesnier, Paris 1830–31.
- Schiel: Scènes populaires en Irlande. In: Revue éncyclopedique, Band 46. Sédillot bros. & Dondey-Dupré, Paris 1830.
- Richard and John Lander: Journal d’une expédition entreprise dans le but d’explorer le cours de l’embouchure du Niger, ou Relation d’un voyage sur cette rivière, depuis Yaouric jusqu’à son embouchure. 5 Bände. Paulin & A. Bertrand, Paris 1832.
- Marie Edgeworth: Hélène. 3 Bände. Guyot, Paris 1834.
- Anne Fraser Tytler: Grave et gai: rose et gris. 2 Bände. L. Janet, Paris 1837 (mit Adelaide de Montgolfier).
- Oliver Goldsmith: Le vicaire de Wakefield. Charpentier, Paris 1839
- Harriet Beecher Stowe: La case de l’Oncle Tom. Charpentier, Paris 1853